# Eleccions al Consell Insular d'Eivissa de 2007
Les eleccions al Consell Insular d'Eivissa de 2007 foren una cita electoral que se celebraren el 27 de maig de 2007. Tenien dret a votar tots els ciutadans majors de 18 anys empadronats a Eivissa abans de l'1 de març de 2007, que foren 79.961. Constitueixen el primer cop que s'escullen per separat els representants del Consell Insular d'Eivissa i els de Formentera, tal com estableix l'Estatut d'Autonomia de les Illes Balears de 2007.

## Candidatures
Totes les candidatures van ser presentades a la Junta Electoral escaient i aprovades. A més, van ser publicades al Butlletí Oficial de les Illes Balears (BOIB).
| Partit                            | Candidat                       |
| --------------------------------- | ------------------------------ |
| Democracia Nacional (DN)          | Ramsés Araujo Oyonarte         |
| Democracia Pitiusa (DP)           | María José Torres Cardona      |
| Grup Verd Europeu (GVE)           | José Ribas Ribas               |
| Partit Popular (PP)               | Pere Palau                     |
| PSOE-Eivissa pel Canvi (PSOE-ExC) | Xico Tarrés                    |
| Unión Cívica (UC)                 | Juan Francisco Bermejo Garrido |

## Resultats
Els resultats foren molt ajustats i a falta dels vots del CERA (CEns de Residents Absents) PSOE-ExC es va imposar per tan sols 53 vots al PP. Finalment amb el recompte dels vots dels residents absents el PSOE-ExC veié reduïda la seva diferència a 37, però no provocà cap canvi. El PSOE-ExC aconseguí 7 consellers, mentre que el PP n'aconseguí sis. La resta de partits no obtingué vots suficients per tenir cap representat.
Xico Tarrés, candidat del PSOE-ExC, aconseguí remuntar els pèssims resultats obtinguts pel Pacte Progressista en les eleccions de l'anterior legislatura. Per altra banda, Pere Palau, candidat del PP, aconseguí 1.345 vots menys que el 2003 i 3,22 punts menys en percentatge de vots (50,4% en 2003 per 46,68% en 2007), mentre que el seu contrincant del PSOE-ExC ha obtingut 3.810 vots més i passa d'un percentatge de 37,8% dels vots a un 46,8%.
| Candidatures        | Vots   | Percentatge | Consellers |
| ------------------- | ------ | ----------- | ---------- |
| PSOE-ExC            | 19.466 | 46,78%      | 7          |
| PP                  | 19.428 | 46,69%      | 6          |
| Grup Verd Europeu   | 801    | 1,93%       | 0          |
| Democracia Pitiusa  | 470    | 1,13%       | 0          |
| Unión Cívica        | 296    | 0,71%       | 0          |
| Democracia Nacional | 150    | 0,36%       | 0          |

Font: Govern de les Illes Balears